# Lê Đình Nhường
Lê Đình Nhường (sinh 20 tháng 7 năm 1962 tại xã Gia Lập, huyện Gia Viễn, tỉnh Ninh Bình) là một Thiếu tướng Công an nhân dân Việt Nam nguyên Giám đốc Công an tỉnh Thái Bình và đại biểu quốc hội khóa 14..
Ngày 12.4.2019, ông bị miễn nhiệm chức vụ Phó chủ nhiệm Ủy ban Quốc phòng an ninh, Phó Chủ nhiệm Ủy ban Quốc phòng và An ninh Quốc hội, cho thôi chức vụ đại biểu Quốc hội.

## Sự nghiệp
Ông từng là Chánh Văn phòng Cơ quan Cảnh sát điều tra Bộ Công an.
Ngày 1/4/2014, Bộ trưởng Bộ Công an Việt Nam quyết định điều động, bổ nhiệm Đại tá Lê Đình Nhường - Chánh Văn phòng Cơ quan Cảnh sát điều tra Bộ Công an giữ chức vụ Giám đốc Công an tỉnh Thái Bình, thay Đại tá Trần Xuân Tuyết chờ nghỉ hưu.
Chiều ngày 15/11/2016, Bộ trưởng Bộ Công an Việt Nam quyết định biệt phái Thiếu tướng Lê Đình Nhường, Giám đốc Công an tỉnh Thái Bình để đảm nhiệm chức vụ Phó Chủ nhiệm UB Quốc phòng – An ninh của Quốc hội, thay thế ông giữ chức Giám đốc Công an tỉnh Thái Bình là Đại tá Nguyễn Văn Minh, Phó Giám đốc Công an tỉnh Hưng Yên.
Ngày 12 tháng 4 năm 2019, Ủy ban thường vụ Quốc hội Việt Nam khóa 14 tại phiên họp thứ 33 đã thông qua Nghị quyết số 676 về việc miễn nhiệm chức vụ Phó chủ nhiệm Ủy ban Quốc phòng an ninh, đồng thời cho thôi Đại biểu Quốc hội khóa 14 đoàn Thái Bình đối với ông Lê Đình Nhường. Nguyên nhân do ông này trước đó đã bị kỉ luật cảnh cáo của Đảng Cộng sản Việt Nam chịu trách nhiệm sai phạm khi ông làm việc ở Bộ Công an và chính Lê Đình Nhường cũng đã làm đơn xin thôi nhiệm vụ đại biểu Quốc hội vì lí do sức khỏe. Nghị quyết có hiệu lực từ ngày 12 tháng 4 năm 2019.

## Kỉ luật Đảng Cộng sản Việt Nam
Tại kì họp 30 từ ngày 17 đến ngày 19 tháng 10 năm 2018, Ủy ban Kiểm tra Trung ương Đảng Cộng sản Việt Nam đã đề nghị kỉ luật ông Lê Đình Nhường, Phó chủ nhiệm Ủy ban Quốc phòng và An ninh của Quốc hội, nguyên Đảng ủy viên, Bí thư Đảng ủy, Chánh Văn phòng cơ quan Cảnh sát điều tra (C44) vì để xảy ra vi phạm trong Đảng ủy Tổng cục Cảnh sát, chịu trách nhiệm người đứng đầu và trách nhiệm cá nhân trong việc thực hiện nhiệm vụ.
Tại kì họp thứ 32, Ủy ban Kiểm tra Trung ương Đảng Cộng sản Việt Nam quyết định thi hành kỷ luật bằng hình thức cảnh cáo đối với Thiếu tướng Lê Đình Nhường.